# 164
164（一百六十四）是163與165之間的自然數。

## 数学性质
- 合數，正因數有1、2、4、41、82和164。
質因數分解為{\displaystyle 2^{2}\times 41}。
- 虧數，真因數和為130，虧度為34。
- 不尋常數，大於平方根的質因數為41。
- 第86個十进制的奢侈數。前一個為156、下一個為165。
- {\displaystyle M(164)=0}，其中函數{\displaystyle M}是Mertens函數。164是使φ(x) = n恰好有14個解的最小整數n。
- 164 可表示為二個平方數的和{\displaystyle 10^{2}+8^{2}}。